# The Montreal Star

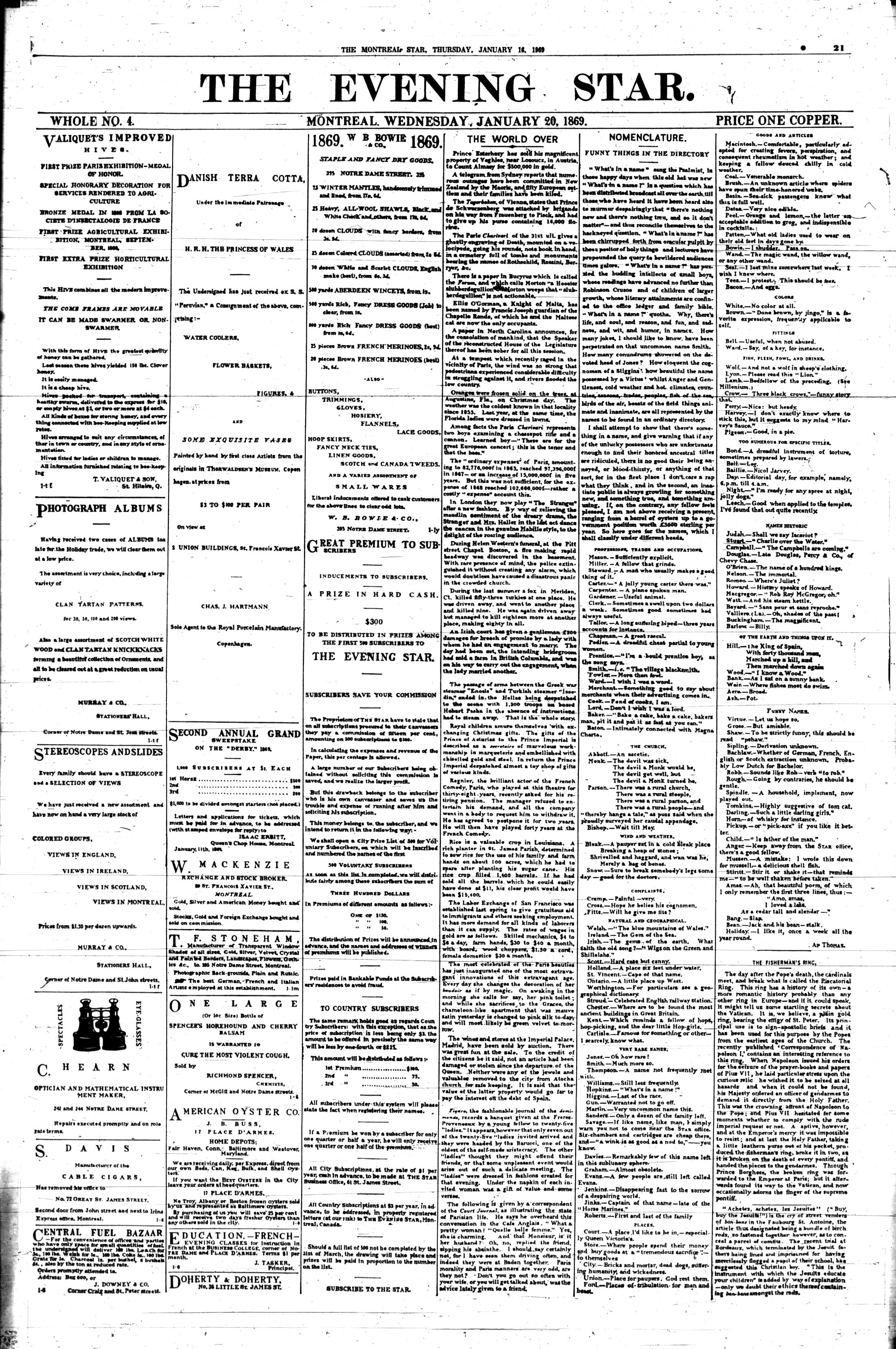
La une du Evening Star du 20 janvier 1869. Ce 4e numéro est le plus ancien conservé.

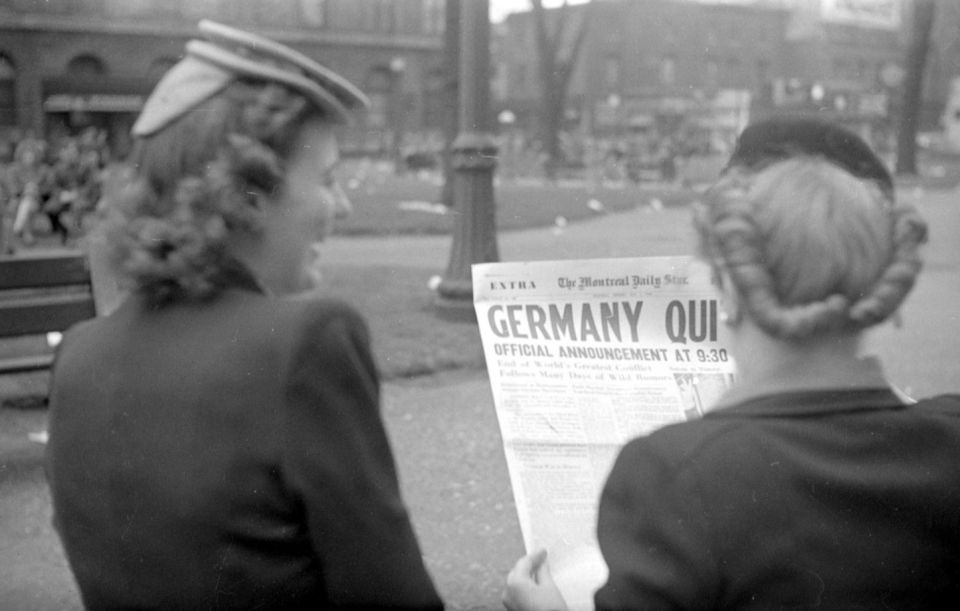
Deux jeunes femmes lisant la une du Montreal Daily Star annonçant la capitulation allemande et la fin imminente de la Seconde Guerre mondiale, 7 mai 1945

 (mars 2023).
Si vous disposez d'ouvrages ou d'articles de référence ou si vous connaissez des sites web de qualité traitant du thème abordé ici, merci de compléter l'article en donnant les références utiles à sa vérifiabilité et en les liant à la section « Notes et références ».
Pour les articles homonymes, voir The Evening Star.
The Montreal Star était un périodique anglophone de Montréal. Il fut fondé par Hugh Graham (Lord Atholstan) en 1869.

## Histoire
The Montreal Star est un quotidien montréalais fondé le 16 janvier 1869 par Hugh Graham (1848-1938) sous le nom de The Evening Star. Il en assurera la direction pendant près de 70 ans. En 1877, le journal prend le nom de The Montreal Daily Star. 
À partir de 1915, le journal domine le marché des quotidiens de langue anglaise de Montréal publiés en fin d’après-midi. Hugh Graham réussit au cours des années a éliminer plusieurs concurrents de langue anglaise et s'assurer le contrôle du marché. 
En 1925, Hugh Graham vend son entreprise à John W. McConnell mais en assurera la direction jusqu'à son décès en 1938.
À partir des années 1940, le Montreal Star connaîtra beaucoup de succès, son tirage atteignant alors près de 180 000 copies, et il se maintient à ce niveau durant une trentaine d’années.
En 1973, l’entreprise passera aux mains de Free Press Publications, une société torontoise. À la suite d’une longue grève en 1978-1979, le marché montréalais ne peut plus supporter deux quotidiens anglophones. Free Press Publications arrête les activités du Montreal Star le 25 septembre 1979. Cette fermeture, qui arrive quelques mois après celle d'un autre quotidien montréalais d'importance (Montréal-Matin), cause une grande inquiétude dans la communauté montréalaise.